# 28 août 1948
Le samedi 28 août 1948 est le 241e jour de l'année 1948.

## Naissances
- Bernard Lepetit (mort le 31 mars 1996), historien moderniste français
- Carol Bartz, chef d'entreprise américaine
- Elizabeth Wilmshurst, juriste britannique
- Enrique Guerrero Salom, homme politique espagnol
- Everald Cummings, footballeur et entraîneur trinidadien de football
- Francisco Nieto, joueur de football espagnol
- Heather Reisman, femme d'affaires canadienne
- Jean-Pierre Paoli, directeur des affaires internationales et du développement
- Jean Gaumy, photographe français
- Natalia Goundareva (morte le 15 mai 2005), actrice russe
- Richard Astre, joueur français de rugby à XV
- Vonda McIntyre, écrivaine américaine

## Décès
- Alexandre Chevtchenko (né le 24 mai 1882), peintre et sculpteur russe
- Henri-Léon Champagne (né le 21 avril 1898), rabbin français
- James M. Slattery (né le 29 juillet 1878), politicien américain
- Ragnar Skancke (né le 9 novembre 1890), ingénieur et homme politique norvégien

## Événements
- France, chute du Gouvernement André Marie